# 知多牛
知多牛（ちたぎゅう）には、知多牛(響)と知多和牛(誉)が含まれる。知多牛(響)とは、愛知県酪農農業協同組合尾張支所管内の愛知県知多市、大府市、東海市、半田市、常滑市、東浦町、阿久比町、武豊町、美浜町、南知多町で1年以上肥育された肥育期間が22ヶ月齢以上の交雑種であり、肉質等級が2等級以上のものである。そして知多和牛(誉)とは、知多牛（響）と同じ所管内で1年以上飼育された飼育期間24ヶ月齢以上の肉質等級3以上の黒毛和牛である。